# Children of a Lesser God
Children of a Lesser God (br: Filhos do silêncio - pt: Filhos de um deus menor), é um filme de drama romântico americano de 1986 dirigido por Randa Haines e escrito por Hesper Anderson e Mark Medoff. Uma adaptação da peça de teatro do mesmo nome de Medoff, vencedora de um Tony Award, o filme é estrelado por Marlee Matlin (em uma performance vencedora de um Oscar) e William Hurt como funcionários de uma escola para surdos: um custodiante surdo e um professor de Ideologias conflituosas sobre a fala e surdez criam tensão e discórdia em seu relacionamento romântico em desenvolvimento.

## Sinopse
Sarah Norman (Marlee Matlin) é uma jovem sorrateira que trabalha como zeladora em uma escola para surdos e com deficiência auditiva na Nova Inglaterra. Um professor novo enérgico, James Leeds (William Hurt), chega à escola e incentiva-a a deixar de lado a sua vida insular, aprendendo a falar em voz alta. Como ela já usa língua de sinais, Sarah resiste tentativas de James para fazê-la falar, mas ela é resistente por causa de uma história de estupro. Interesse romântico se desenvolve entre James e Sarah e eles estão logo vivendo juntos, embora suas diferenças e teimosia mútua eventualmente esticam sua relação com o ponto de ruptura, como ele continua querendo que ela fale, e ela se sente um pouco sufocada em sua presença.
Sarah deixa James e vai viver com sua mãe distante (Piper Laurie) em uma cidade próxima, reconciliando com ela no processo. No entanto, ela e James, mais tarde, encontrar uma maneira de resolver suas diferenças.

## Elenco principal
- William Hurt .... James Leeds
- Marlee Matlin .... Sarah Norman
- Piper Laurie .... Mrs. Norman
- Philip Bosco .... Dr. Curtis Franklin
- Allison Gompf .... Lydia

## Principais prémios e nomeações
Oscar 1987 (EUA)
- Venceu na categoria de melhor atriz (Marlee Matlin).
- Nomeado nas categorias de melhor filme, melhor roteiro adaptado, melhor actor (William Hurt) e melhor atriz coadjuvante (Piper Laurie).

Globo de Ouro 1987 (EUA)
- Venceu na categoria de melhor atriz. (Marlee Matlin)
- Nomeado na categoria de melhor filme - drama e melhor atuação de um ator em cinema (William Hurt).

Festival de Berlim 1987 (Alemanha)
- Recebeu o Urso de Prata na categoria de melhor direção.
- Indicado ao Urso de Ouro.

BAFTA 1987 (Reino Unido)
- Nomeado na categoria de melhor roteiro adaptado.